# Liolaemus hellmichi
Liolaemus hellmichi är en ödleart som beskrevs av  Donoso-barros 1975. Liolaemus hellmichi ingår i släktet Liolaemus och familjen Tropiduridae. IUCN kategoriserar arten globalt som livskraftig. Inga underarter finns listade i Catalogue of Life.